# NGC 369
NGC 369 est une galaxie spirale intermédiaire située dans la constellation de la Baleine. NGC 369 a été découverte par l'astronome américain Francis Leavenworth en 1885.

## Caractéristiques
Sa vitesse par rapport au fond diffus cosmologique est de 5 943 ± 24 km/s, ce qui correspond à une distance de Hubble de 87,7 ± 6,2 Mpc (∼286 millions d'al).
La classe de luminosité de NGC 369 est II et elle présente une large raie HI.